# Journal of Ukrainian Studies
Journal of Ukrainian Studies (1976–2012) — колишній науковий журнал з українознавства, який видавав Канадський інститут українських студій (CIUS). Журнал публікував есеї, статті, огляди книг та результати наукових досліджень з українознавства. Разом з Harvard Ukrainian Studies журнал був одним з найавторитетніших наукових англомовних українознавчих видань.
Журнал був заснований в 1976 р. 2012 року припинив публікації. 2014 року був замінений на East/West: Journal of Ukrainian Studies (EWJUS).